# A Contract with the Earth
A Contract with the Earth é um livro de Newt Gingrich e Terry L. Maple, com prefácio de E. O. Wilson. O seu título deriva de um “contrato” de 10 pontos que os autores apresentaram no livro.

## Sinopse
A Contract with the Earth é, em termos gerais, um manifesto que desafia os que estão na direita a fornecer uma estratégia para reparar o planeta e apela ao governo para que abrace o conceito de que um ambiente saudável é necessário para uma democracia e uma economia saudáveis. Esta abordagem, alternadamente denominada pelos autores de ambientalismo convencional e ambientalismo empresarial, exige que as empresas liderem o caminho nas questões ambientais, enquanto os governos lhes fornecem incentivos para reduzir a sua pegada de carbono.
Com seus 10 "mandamentos", A Contract with the Earth pede que os políticos abandonem a política adversária e que empresas e conservacionistas formem parcerias compatíveis. Em um dos temas do livro, Gingrich e Maple argumentam que os esforços ambientais não devem ser exclusivos de uma filosofia política e rejeitam a ideia de que a livre iniciativa e um mundo mais limpo são forças opostas.
O livro gerou uma onda de atenção da mídia no final de 2007 e no início de 2008, quando a campanha presidencial dos EUA começou a esquentar. Gingrich, em particular, fez inúmeras aparições na mídia argumentando que o Partido Republicano estava perdendo apoio popular porque sua resposta à política ambiental era simplesmente, como ele disse, "NÃO!" Maple viajou pelo país como substituto de Gingrich, principalmente diante dos Republicanos pela Proteção Ambiental (REP, www.repamerica.org) durante sua reunião anual (na qual John McCain foi endossado como o mais "verde" dos candidatos presidenciais republicanos). Em 2008, Gingrich publicou outro livro que defendia a perfuração de petróleo, Drill Here, Drill Now, Pay Less, e muitos especialistas questionaram seu compromisso ambiental. No entanto, o quinto capítulo deste livro fornece um argumento para a proteção ambiental. Como muitos aspectos da carreira de Gingrich, seu interesse em questões ambientais gerou controvérsia.
O livro, cujo título é semelhante ao do livro co-escrito por Gingrich, Contract with America, critica a legislação e o litígio do Partido Democrata sobre questões de proteção ambiental.

## Autores
Gingrich foi descrito por Katharine Mieszkowski como um "conservador verde". Ele é o ex- presidente da Câmara dos Representantes, e Maple é presidente e CEO do Zoológico de Palm Beach e professor de conservação e comportamento no Instituto de Tecnologia da Geórgia. Wilson é um premiado biólogo conservacionista e autor.